# Pubilla Casas
Pubilla Casas ((CA)  Pubilla Cases) è un quartiere de L'Hospitalet de Llobregat, nell'area metropolitana di Barcellona, in Spagna. È classificato territorialmente all'interno del distretto V, assieme a "Can Serra". Confina con le città di Barcellona, Esplugues de Llobregat, e con i quartieri di Collblanc, La Florida e Can Serra.
Il quartiere conta con uno degli edifici più rappresentativi del comune, la casa signorile di Pubilla Cases, costruita nell'anno 1771, che oggi accoglie un centro educativo.
Le vie principali sono Servero Ochoa e Tomás Giménez.
Pubilla Cases vanta inoltre un gran centro sportivo, il Complejo Deportivo de L'Hospitalet Nord, ed uno dei principali centri sanitari della città, l'ospedale della Croce Rossa. Recentemente si sono inaugurati nuovi spazi pubblici come plaça de la Bòbila, che ospita una moderna biblioteca.
Il quartiere è servito dalla linea 5 della metropolitana, con le stazioni di Pubilla Cases e di Can Vidalet, quest'ultima ubicata alla frontiera con Esplugues de Llobregat. Conta poi varie linee di autobus urbane e interurbane.

## Dati del quartiere
- Superficie: 0,73 km²
- Popolazione: 29 793 abitanti
- Densità demografica: 47793 ab./km²